# Franciszek Kostecki (lekarz)
Franciszek Jerzy Kostecki herbu Prus II (ur. w 1758 w Tyrawie Wołoskiej, zm. 13 maja 1844) – polski lekarz, profesor Szkoły Głównej Koronnej w Krakowie.

## Życiorys
Franciszek Kostecki pochodził z rodziny szlacheckiej, urodził się jako syn Michała i Franciszki z domu Borowskiej. Był wychowankiem Kolegium Pijarskiego w Rzeszowie. Prawdopodobnie w roku 1780/1781 rozpoczął studia prawnicze w Szkole Głównej Koronnej w Krakowie.
Zaraz po studiach medycznych zatrudnił się jako pomocnik prof. Rafała Czerwiakowskiego w prosektorium, a także przy nauczaniu położnictwa i chirurgii. W 1785 został adiunktem chirurgii. W 1788 roku uzyskał tytuł doktora medycyny i chirurgii tej uczelni. Studiował również zagranicą, m.in. w Wiedniu. W 1794 roku został mianowany generalnym sztabsmedykiem (generalnym lekarzem sztabowym) lazaretu polowego przy sztabie Najwyższego Naczelnika Tadeusza Kościuszki. Przeszedł na emeryturę już w 1806 roku, ale w 1809 roku przyjął urząd dziekana Wydziału Lekarskiego UJ. Był dziekanem również w latach 1814–1818, a także wykładowcą makrobiotyki i członkiem Wielkiej Rady Uniwersytetu. Działał również w Kuratorii Generalnej Instytutów Naukowych Wolnego Miasta Krakowa. Opublikował biografię prof. Wincentego Szastera.

## Życie prywatne
Franciszek Kostecki był synem Michała i Franciszki z domu Borowskiej. Został ochrzczony w Polanie koło Ustrzyk Dolnych 31 maja 1762 roku. Był prawdopodobnie dwukrotnie żonaty. Z pierwszego małżeństwa miał córkę Teodorę (1808–1883), która poślubiła w 1829 roku w Krakowie Piotra Bartynowskiego, profesora Uniwersytetu Jagiellońskiego.
Kostecki powtórnie ożenił się z Ludwiką (albo Ludwiną) z Treutlerów de Trauenberg (1799–1874), z którą mieli dwóch synów:
- Leona (1818–1868)
- Ignacego (1819–1874), który ożenił się z Józefą Kucińską, córką Wojciecha Kucińskiego, aptekarza i senatora Wolnego Miasta Krakowa.

Franciszek Kostecki nabył majątki: Obrażejowice i Wierzbica, należące do dóbr klimontowskich Leona Skorupki.
Po śmierci został pochowany w grobie rodzinnym na cmentarzu Rakowickim w Krakowie. (w pasie 13 w grobach pod numerami 0-5).

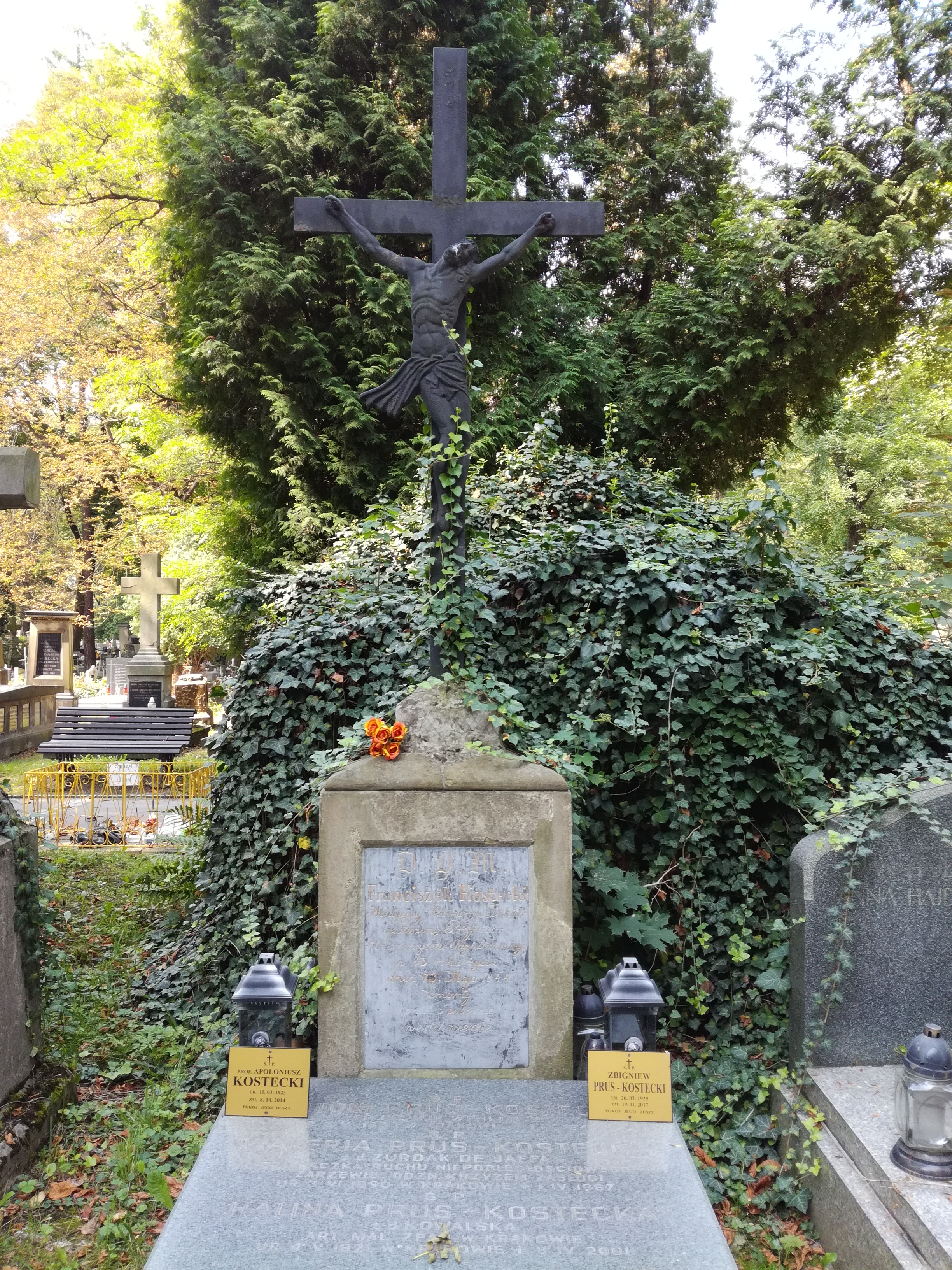
Grób prof. Franciszka Kosteckiego na cmentarzu Rakowickim

Portret Kosteckiego wisi w budynku Collegium Medicum Uniwersytetu Jagiellońskiego, a jego żony – w Muzeum Narodowym w Krakowie.